# Voutsara
Voutsara  este un oraș în Grecia în Prefectura Arcadia.